# Línea 211 (Santiago de Chile)
La línea 211 de Red (anteriormente llamado Transantiago) une La Florida con el sector sur de San Bernardo, recorriendo toda la avenida Américo Vespucio. También cuenta con un recorrido corto denominado 211c que tiene su origen en la estación intermodal La Cisterna, pasando por la gran avenida José Miguel Carrera y tomando el recorrido principal en la Eucaliptus con Bulnes, pero solo funciona en horarios punta.
El 211 es uno de los recorridos principales del sector sur de La Florida, así como también de acceso a la avenida Américo Vespucio y la gran avenida José Miguel Carrera, acercándolos en su paso, también al metro la Cisterna y el barrio antiguo de San Bernardo a través de la avenida Portales.
Forma parte de la unidad 2 del Transantiago, operada por Subus Chile, correspondiéndole el color azul a sus buses.

## Flota
El 211 opera con buses de chasis Volvo, entre los cuales se cuenta el articulado B9-SALF, de 18,5 metros de largo y con capacidad de 160 personas aproximadamente. También figura en su flota el bus rígido de chasis Volvo B7R-LE y algunos B290R-LE, de 12 metros con capacidad cercana a las 90 personas. Todos estos buses son carrozados por Caio Induscar y Marcopolo, con el modelo Mondego L (rígido), Mondego LA (articulado) y Gran Viale (rígido).
En el corto 211c se opera sólo con buses rígidos.

## Historia
La 211 inició sus operaciones junto con el plan Transantiago en febrero de 2007.
En el inicio del plan, el recorrido principal no ingresaba desde el Metro Macul, sino que sólo llegaba hasta el retorno del extinto "Cruce La Florida", en el inicio de la avenida Américo Vespucio Sur, lugar donde se acopiaban los buses en un sitio eriazo. Los problemas de cobertura de las primeras semanas del Transantiago, y la necesidad de operar desde un terminal establecido y no desde la vía pública, causaron que en menos de tres meses, el 211 fuera extendido por Barros Arana (ida), Mateo de Toro y Zambrano y Eucaliptus (vuelta) hacia Metro Macul, donde funcionaba su principal depósito en La Pintana. 
A partir del 8 de julio de 2017 el servicio 211 deja de operar en horario nocturno producto de la creación de servicio 262n, que realiza el trazado entre Villa España, la estación La Cisterna y el Metro Macul.

## Trazado

### 211 La Florida - Nos
| - Comuna de La Florida - Av. Américo Vespucio Sur - Av. La Florida - Av. Departamental - Av. Américo Vespucio Sur - Camino Público - Punta Arenas - Av. Américo Vespucio Sur - Comuna de La Granja y San Ramón - Av. Américo Vespucio Sur - Comuna de La Cisterna - Av. Américo Vespucio Sur - Gran Avenida José Miguel Carrera - Comuna de El Bosque - Gran Avenida José Miguel Carrera - Comuna de San Bernardo - Gran Avenida José Miguel Carrera - Balmaceda - Urmeneta - San José - José Joaquin Pérez - Ramón Liborio Carvallo - Barros Arana - Mateo de Toro y Zambrano - Av. Portales | - Comuna de San Bernardo - Av. Portales - Av. Presidente Jorge Alessandri - Régina Galvez - Av. Portales - Mateo de Toro y Zambrano - Barros Arana - Eucaliptus - Freire - Gran Avenida José Miguel Carrera - Comuna de El Bosque - Gran Avenida José Miguel Carrera - Comuna de La Cisterna - Gran Avenida José Miguel Carrera - Av. Américo Vespucio Sur - Comuna de San Ramón y La Granja - Av. Américo Vespucio Sur - Comuna de La Florida - Av. Américo Vespucio Sur - Isla Adelaida - Av. Américo Vespucio Sur |

## Puntos de Interés
- Metro Macul
- Metro Vicuña Mackenna
- Municipalidad de La Florida
- Mall Plaza Vespucio
- Metro Bellavista de La Florida
- Municipalidad de La Granja
- Municipalidad de San Ramón
- EIM La Cisterna
- Municipalidad de San Bernardo
- Mall Plaza Sur
- Estación Nos